# Spalenica (Pasmo Policy)
Spalenica (856 m) – szczyt w Paśmie Policy, które w regionalizacji fizycznogeograficznej Polski według Jerzego Kondrackiego zaliczane jest do Beskidu Żywieckiego, w nowszej regionalizacji z 2018 roku do Beskidu Żywiecko-Orawskiego. Znajduje się w obrębie wsi Zawoja w województwie małopolskim, w powiecie suskim, w gminie Zawoja.
Spalenica znajduje się w bocznym grzbiecie Pasma Policy odchodzącym na północny zachód od szczytu Kiczorki (1298 m), nazywanego również Cylem Hali Śmietanowej. Grzbiet ten na położonym niżej szczycie Kiczorka 1012 m rozgałęzia się. Ramię wschodnie biegnie poprzez Spalenicę do szczytu Hujdy
Szczyt i zbocza Spalenicy porośnięte są lasem. U podnóży Spalenicy rozłożyły się przysiółki wsi Zawoja: Krzonka, Obidowa, Skutowa.

## Szlak turystyczny
Z centrum Zawoi biegnie przez Spalenicę zielony szlak turystyczny, który na przełęczy między Cuplem i Jasną Grapą dołącza do czerwonego Głównego Szlaku Beskidzkiego biegnącego głównym grzbietem Pasma Policy. Szlak omija wierzchołek Hujdy po zachodniej stronie.
 Zawoja Centrum – Hujdy – przysiółek Krzonka – Spalenica – przysiółek Hujdowa – przełęcz między Kiczorkami – północne stoki Pasma Policy – przełęcz między Cuplem i Jasną Grapą. Suma podejść 710 m, czas przejścia 5 godz.